# 伊藤玲子
伊藤 玲子（いとう れいこ、1927年1月1日 - 2020年3月26日）は、日本の政治家、政治運動家。新しい歴史教科書をつくる会監事、鎌倉市議会議員を務めた。

## 来歴
宮城県仙台市生まれ、東京都世田谷区育ち。山脇高等女学校卒業後、18歳の時に結婚し、専業主婦として子育てをしていた。
1989年、62歳の時、当時居住していた神奈川県鎌倉市にて、中西功市長が、昭和天皇崩御に伴う大喪の礼が2月24日に執り行う事に際し、神奈川県教職員組合傘下の湘南教組が各小学校の父母に対し、大喪の礼の休日化と弔旗掲揚、黙とうに反対の意向の文書を配布した。この文書に対して、鎌倉市の教育委員会に抗議した結果、法律通り休日扱いとなったが、湘南教組のやり方に憤慨し、統一地方選挙である鎌倉市議会議員に立候補し当選。4期16年務めた。
任期中に、小泉政権当時の文部科学大臣であった中山成彬と交流を持つ様になり、大臣、大臣政務官と一緒に400校近くの現場を回るようになった。
議員を引退して以降も、「体罰の会」発起人・理事、美しい日本をつくる会代表、参議院議員である山谷えり子と「建て直そう日本・女性塾」の相談役を務めた。

## 主張
- 日教組の教育方針を、「反国旗・国歌」、「反道徳」、「日本国家の否定」、「反自衛隊」、「過度なジェンダーフリー教育」と位置付けて批判している。特に、全国的に日教組の組織率が下落する中、組織率の増減によって左右される訳では無く、その各都道府県の組合員の構成で影響力があり、神奈川県は未だに60％程、鎌倉市は90％で「声が大きければ、それが現場に影響しやすい」と主張しており[6]、特に、教科書採択については影響力があると批判[7]。
- 教員が服務時間中に日教組の教研集会などへ参加していたが、伊藤はこれを地方公務員法違反として告発。2000年に神奈川県教育委員会から通知で、集会への参加は服務時間外に行うようにされたのを受けて、伊藤は同年12月に「教職員が勤務時間中に組合活動に使った時間分の給与返還を求める」訴訟を横浜地裁に提訴。しかし、2003年10月の判決で敗訴。伊藤は、判決文中で「校長には組合主催の教研集会出席の承認を与える裁量権はない」と明言されたことを「勝訴に等しい成果」と主張している[8]。
- 大田昌秀沖縄県知事時代に、沖縄県立資料館が沖縄戦跡国定公園内に移転して、新たに建築された沖縄県平和祈念資料館の展示内容が、沖縄県民が旧日本軍と共に郷土と祖国のために如何に戦ったかという視点は何処にも無く、特に第二展示室の大田が執筆した『鉄の暴風』（沖縄タイムス編）をベースにした旧日本軍が「食糧の強奪」、「壕の追い出し」、「スパイ容疑での虐殺」、「集団自決の軍命」が強調される展示となっていると指摘[9]。
- 東京裁判史観からの脱却や、自主憲法制定を主張している[10]。

## 著書
- 中山成彬はなぜ日教組と戦うのか 〜まっとうな教育を回復せよ〜 ベストセラーズ、2008年12月、ISBN 978-4-584-13116-9
- 「沖縄県平和祈念資料館」その真実―偏向展示、実態はこうだ! 展転社 2010年12月 978-4886563521

## 関連リンク
- 稲田朋美※「建て直そう日本・女性塾」の運営メンバー
- 山谷えり子※「建て直そう日本・女性塾」の運営メンバー
- 上野通子※「建て直そう日本・女性塾」の運営メンバー
- 高市早苗